# 青州刺史部
青州刺史部，是漢朝十三州刺史部之一，州治在臨淄縣（今山東省淄博市）。漢代州域範圍大致是今日的山東省北部及河北省東南角。

## 名稱由來
「青州」一詞的出現始於春秋以後，大體指泰山以東至渤海的一片區域。春秋戰國時期，百家爭鳴，著書立說，把禹時的九州冠以稱謂，青州即其一。《尚書·禹貢》載：「海岱惟青州。」《周禮·夏官·職方氏》載：「正東曰青州」，並注釋說：「蓋以土居少陽，其色為青，故曰青州。」《呂氏春秋》云：「東方海隅，青州，齊也。」《太康地記》曰：「少陽色青，歲始事首，即以為名，其地東北據海，西距岱。」

## 西漢青州刺史部
西漢時，領齊郡、濟南郡、濟北國、平原郡、千乘郡、菑川國、高密國、北海郡、膠東國、東萊郡10個郡國。

## 東漢青州刺史部
東漢時，領濟南郡、平原郡、樂安國、北海國、東萊郡、齊國、樂陵郡7個郡國，東漢末置長廣郡。

## 青州刺史
- 隽不疑（汉武帝末年至汉昭帝始元元年、前86年）
- 刘德（汉昭帝元凤元年至二年、前80年—前79年）
- 萧育（汉成帝时）
- 马宫（汉成帝末）
- 翟义（汉平帝初）
- 房凤（汉平帝初）
- 李封（汉光武帝时）
- 王望（汉明帝时）
- 鲁丕（汉章帝建初二年至七年、77年—82年）
- 法雄（汉安帝永初四年至七年、110年—113年）
- 蔡某（汉安帝中叶）
- 王龚（汉安帝建光元年前、121年）
- 召休（汉安帝时）
- 冯羡（汉顺帝中叶）
- 羊亮（汉桓帝延熹六年至七年、163年—164年）
- 王仁（汉桓帝前后）
- 李膺（汉桓帝时）
- 黄琬（汉灵帝光和末年）
- 张琰（汉灵帝末叶）
- 焦和（汉献帝初平年间）
- 臧洪（汉献帝初平年间，在任二年）
- 田楷（汉献帝初平二年至四年、191年—193年，公孙瓒任）
- 袁谭（汉献帝初平四年至建安五年、193年—200年，袁绍任）
- 孙嵩（汉献帝兴平年间，刘表任）
- 孔融（汉献帝建安元年任、196年，刘备任）
- 刘琮（汉献帝建安十三年任、208年）
- 孙观（汉献帝建安年间）
- 张嵩
- 繁仲星
- 李寿
- 陶叔卷
- 浩宝
- 朱禹[1]

### 書籍
- 司馬遷，《史記》，維基文庫
- 班固，《漢書》，維基文庫
- 范曄，《後漢書》，維基文庫
- 司馬彪，《續漢志》，維基文庫
- 陳壽，《三國志》，維基文庫
- 吳增僅，《三國郡縣表》，上海：開明書局，1937
- 葛劍雄，《西漢人口地理》北京：人民出版社，1986年
- 周振鶴，《西漢政區地理》，北京：人民出版社，1987年
- 周振鶴，《漢書地理志匯釋》，安徽：安徽教育出版社，2006年
- 孔祥軍，《三國政區地理研究》，南京：南京大學歷史系，2007年
- 后曉榮，《秦代政區地理》，北京：社會科學文獻出版社，2009年

### 地圖
- 譚其驤，《中國歷史地圖集》，1991年，曉園出版社。ISBN：9571201987
- Google地圖[]